# INBUS U.150
L’InBus U.150 est un autobus urbain de taille midi fabriqué par le consortium de constructeurs italiens InBus de 1980 à 1987 puis sous la marque Bredabus jusqu'en 1993.
Ce modèle, comme son plus important concurrent italien, le Fiat-Iveco 316, est conçu en respectant la nouvelle norme européenne de 1974 sur les longueurs standardisées des autobus urbains :
- Minibus - longueur inférieure à 8 mètres, à 2 essieux, doit comporter 2 portes,  capacité supérieure à 9 passagers et inférieure à
- Midibis - longueur comprise entre 8 et 11 mètres, 2 essieux, 3 portes,
- Standard - longueur de 12 mètres, 2 essieux, 3 ou 4 portes au choix de l'exploitant selon la fréquentation, 120 passagers au maximum en version urbaine, 55 fauteuils en version autocar de ligne,
- Allongé - longueur entre 12 et 14 mètres,
- Articulé - longueur maximale de 18,75 mètres avec une articulation centrale, 3 essieux, capacité pour un autobus urbain : 150 passagers assis et debout, autocar de ligne : .

## Histoire
Le consortium italien InBus, constructeur d'autobus créé en 1975, présente, en 1977, pour concurrencer le Fiat 421 vieillissant, un nouvel autobus urbain standard de 12 mètres, l'InBus U.210 qui recueille très rapidement les faveurs des entreprises publiques italiennes de transport en commun. Ressentant l'absence d'un modèle de taille midi dans sa gamme, le constructeur présente, en 1979, une version de longueur réduite à 8,60 mètres baptisée U.150. 
L'autobus InBus U.150 est construit sur un châssis Siccar 181C, conçu et fabriqué par la Carrozzeria Sicca, une entreprise faisant partie du consortium InBus équipé d'une mécanique FIAT-OM CP3-1/100, moteur 6 cylindres en ligne de 7.412 cm3 de cylindrée développant 148 ch DIN à 2.600 tr/min. Deux boîtes de vitesses sont proposées, une boîte manuelle Fiat à 5 rapports + MA et une boîte automatique Allison AT45. Per facilitare l'impiego su tratte acclivi, era disponibile il cambio manuale oppure automatico Allison AT545. 
Esthétiquement, l'InBus U.150 est très proche du grand U.210 dont il hérite de les faces avant et arrière en plus faible largeur. Les deux portes d'accès latérales sont plus étroites, la capacité totale du véhicule étant inférieure. 
À partir de 1987, tous les modèles InBus encore en production sont renommés sous la marque Bredabus. L'InBus U.150 est devenu Bredabus mod. InBus U.150. 

## Les différentes versions
Toutes les versions ont les mêmes dimensions : 8,62 mètres de longueur. Les châssis et les mécaniques étaient rigoureusement identiques, seuls les aménagements intérieurs différaient ainsi que la garde au sol :

### InBus U.150 Urbain
- moteur diesel FIAT-OM CP3-1/100, 7.412 cm3, 148 ch,
- 3 portes à soufflet ou louvoyantes intérieures,

### InBus S.150 Suburbain
- moteur diesel FIAT-OM CP3-1/100, 7.412 cm3, 148 ch,
- 2 portes à soufflet ou louvoyantes intérieures,

### InBus I.150 Interurbain
- moteur diesel FIAT-OM CP3-1/100, 7.412 cm3, 148 ch,
- 2 portes battantes à l'extérieur.

## Utilisateurs
L'InBus U.150 a été assez largement diffusé sur le territoire italien, en particulier la version urbaine. 
L'ATAC de Rome avec ses 90 exemplaires figure comme un de ses principaux utilisateurs devant l'AMT de Gênes et l'ACT de Trieste. On dénombre sa présence dans de très nombreux parcs véhicules des sociétés de transport comme CTP Naples, ATM Turin, La Panoramica de Chieti ou AMTAB de Bari, mais en plus faible quantité. 

### Curiosité
En 1977, l'AMT de Gênes a fait réaliser une variante, qui restera un exemplaire unique,  avec une carrosserie Sicca, dont les lignes sont très similaires au  Fiat 418 Cameri. 
Les InBus 150 ont reçu essentiellement des carrosseries De Simon Bus et BredaBus avec, selon la norme italienne, 3 portes, sans poste de receveur aboli en 1972, mais avec un système électronique de suivi du parcours.